# Lista de correspondentes e enviados especiais da RTP
Os correspondentes internacionais da RTP são jornalistas da Rádio e Televisão de Portugal que se encontram de forma permanente a trabalhar num país estrangeiro, para fazer a cobertura de acontecimentos internacionais para a estação pública. Por outro lado, enviados especiais são jornalistas que são colocados para cobrir um evento especial (guerra, catástrofe natural, entre outros), durante um período de tempo indeterminado.

## Correspondentes e enviados especiais atuais

### Correspondentes
Atualmente, a RTP conta com 11 correspondentes internacionais em permanência, nos seguintes locais:
- Madrid - Ana Romeu[2]
- Bruxelas - Paulo Dentinho[3]
- Paris - Rosário Salgueiro[4]
- Moscovo - Evgueni Mouravitch[5]
- Washington D.C - Cândida Pinto[6]
- Rio de Janeiro - Pedro Sá Guerra[7]
- Luanda - José Manuel Levy (Televisão)[8] José Silva (Rádio)[9]
- Maputo - Pedro Martins (Televisão)[10] e Orfeu de Sá Lisboa (Rádio)[11]
- Praia - Ricardo Mota (Televisão)[12] e Carlos Santos (Rádio)[13]
- Bissau - Fernando Gomes (Televisão)[14] e Fátima Camará (Rádio)[15]
- São Tomé - Henrique Vasconcelos (Televisão)[16] e Josimar Afonso (Rádio)[17]

### Enviados especiais
A RTP conta com quatro enviados especiais ao Médio Oriente (José Manuel Rosendo e David Araújo, em Beirut e Damasco; e Paulo Jerónimo e João Oliveira, em Israel), que acompanham os acontecimentos na região, como o conflito israelo-palestino de 2023, a invasão do Líbano por Israel em 2024, e Síria pós-Assad.